# Войташиці
Войташиці (пол. Wojtaszyce, нім. Voigtshagen) — село в Польщі, у гміні Добра Лобезького повіту Західнопоморського воєводства.
Населення — 287 осіб (2011).
У 1975-1998 роках село належало до Щецинського воєводства.

## Демографія
Демографічна структура станом на 31 березня 2011 року:
|          | Загалом | Допрацездатний вік | Працездатний вік | Постпрацездатний вік |
| -------- | ------- | ------------------ | ---------------- | -------------------- |
| Чоловіки | 147     | 40                 | 93               | 14                   |
| Жінки    | 140     | 33                 | 79               | 28                   |
| Разом    | 287     | 73                 | 172              | 42                   |